# Pol Granch
 (juillet 2021).
Pablo Grandjean, connu sous le nom de Pol Granch, est un acteur et chanteur franco-espagnol. Il est notamment connu pour incarner Phillipe dans la série télévisée Élite, depuis la saison 4.  

## Jeunesse
Il est né le 4 avril 1998 à Madrid d'un père français et d'une mère espagnole. Dans sa jeunesse, il vit dans le village de Morestel, en Rhône-Alpes,.
Il est bilingue espagnol-français,.

## Carrière
En 2018, il a participé au concours Factor X España, devenant l'un des candidats révélation de l'audition. Tout au long du concours, il a défendu sa permanence dans l'équipe de Laura Pausini avec les chansons El sitio de mi recreo d'Antonio Vega, Pausa d'Izal ou La quiero a morir de Francis Cabrel.
En 2019, il sort son premier monoplage solo, "Late", pour lequel il réalise également son premier clip. À cette époque, il commence à combiner sa carrière musicale avec des travaux de composition et d'enregistrement en studio. Le 26 avril 2019, il a sorti son premier EP sur le marché de la musique.
En 2020, il sort le premier single "Tengo que calmarme" inclus dans son premier album "Tengo que calmarme" sorti le 26 juin. Cette année-là, on a annoncé son passage à la comédie pour la quatrième saison de la série Élite de Netflix, où il joue le rôle de Phillipe. Cette saison fut lancée en juin 2021 sur la plateforme.
En 2021, l'artiste sort "Tiroteo", avec Marc Seguí, avec un grand succès, qu'il sort ensuite en remix  en collaboration avec Rauw Alejandro. La même année, il a également sorti "No pegamos" et "Lüky Charm".
Depuis 2021, il incarne Phillipe dans la série télévisée Élite, c'est son premier rôle en tant qu'acteur. 
Son dernier titre a été composé avec Mickaël HUE, écrivain, chercheur et traducteur franco-espagnol.

## Filmographie
- depuis 2021 : Élite : Phillipe von Triesenberg (16 épisodes)
- 2021 : Élite : Histoires courtes : Phillipe von Triesenberg (Phillipe Caye Felipe, 3 épisodes)

## Discographie

### Album
- 2020 : Tengo que calmarme

### Ep
- 2019 : Pol Granch

### Monoplages
- 2019 : Late
- 2019 : Perdón por las horas
- 2019 : Desastre
- 2019 : Te Quiodio
- 2019 : M conformo
- 2020 : En llamas
- 2020 : Millonario
- 2020 : Tengo que calmarme
- 2020 : Chocolatito
- 2021 : Tiroteo
- 2021 : No Pegamos
- 2021 : Lüky Charm